# الصناعة في السودان
يعتبر القطاع الصناعي من أهم ركائز الاقتصاد في السودان، ومن أهم الصناعات صناعة الأسمنت، صناعة السكر، صناعة الغلال، صناعة النسيج، الصناعات الغذائية، تكرير البترول

## صناعةالأسمنتفي السودان
تعتبر صناعة الاسمنت من أهم الصناعات في السودان وأقدمها 

### قائمة مصانع الأسمنت في السودان
- مصنع اسمنت عطبرة [2]
- مصنع اسمنت بربر [2]
- مصنع أسمنت أسلان [3]
- مصنع السلام للاسمنت
- مصنع الشمال للأسمنت

## صناعة السكر في السودان
صناعة السكر من اعرق الصناعات في السودان وأهمها وذلك لما يتمتع به السودان من أراضي زراعية خصبة

### قائمة مصانع السكر في السودان
- مصنع سكر الجنيد
- مصنع سكر كنانة
- مصنع سكر عسلاية
- مصنع سكر سنار
- مصنع سكر حلفا الجديدة
- مصنع سكر النيل الأبيض [4]

## صناعة الغزل والنسيج
أدى توفر الخامات الجيدة في السودان الي قيام صناعة الغزل والنسيج، وهي من أقدم الصناعات الوطنية

### قائمة مصانع الغزل والنسيج في السودان
- مصنع نسيج كوستي
- مصنع نسيج الدويم
- مصنع نسيج شندي
- مصنع نسيج الهدهد
- مصنع نسيج النيل الأزرق
- مصنع نسيج سور [5]

## الصناعات الغذائية
تتمثل أهمية الصناعات الغذائية لارتباطه بسد الحاجة الغذائية في البلاد وارتباطه بالقطاع الزراعي 
تشمل أيضا

### صناعه اللحوم
بدأت الصناعات المرتبطة باللحوم في ثمانينات القرن الماضي والتي تضم الآن في 2020 حوالي 30 نوعا من المنتجات المصنعة محليا من لحوم الأبقار والدواجن والأسماك.
وتقدر الطاقة التصميمية لمصانع اللحوم العاملة بحوالي 25 ألف طن سنويا بينما تقدر الطاقة الفعلية بحوالى 20 ألف طن.
،

### صناعةالزيوت
يتم إستخلاص الزيوت من المحاصيل الزراعية كالسمسم، والفول السوداني، والزيتون، عباد الشمس، الذرة 

## أهمالصادراتالصناعية السودانية:[9]
- السكر.
- الزيوت النباتية.
- الجلود.
- المولاس.
- الامبازات.
- الحنة المصنعة.
- الصمغ.
- الصابون (غسيل).
- -حبات البلاستيك.
- البسكويت.
- العصائر والمربات.
- حجارة الطواحين.
- الأعلاف.
- أهم المنتجات الصناعية:
- السكر.
- الصابون بأنواعه (غسيل - تواليت - بدرة).
- العصائر والمربات.
- البسكويت.
- الحلويات والطحنية.
- الأودية - الغازات الطبية.
- الجلود.
- الإطارات.
- حجارة البطارية الجافة.
- البطاريات السائلة.
- حبيبات البلاستيك (P.P).
- الكبريت.
- الثلاجات.
- الأثاثات الخشبية والمعدنية.
- - صناعة الغزل والنسيج والتريكو.
- صناعة العربات.
- صناعة الحديد.
- - البوهيات.
- السجائر.
- منتجات البلاستيك.
- كرتون التعبئة.
- قطاعات الالمونيوم.
- الاعلاف المركزة.
- الألبان.
- المياه المعدنية الغازية.
- الجرافيت - الرخام الطبيعي

## إقرا أيضا
- الاقتصاد في السودان
- صناعة السكر في السودان
- مصنع اسمنت عطبرة
- مصنع سكر كنانة
- مصنع سكر النيل الأبيض

## وصلات خارجية
الموقع الرسمي لوزارة التجارة والصناعة